# دیمن پروتکل نقطه‌به‌نقطه
پی‌پی‌پی‌دی (به انگلیسی PPPD مخفف Point-to-Point Protocol daemon به معنای غول پروتکل نقطه به نقطه) یک سرویس پشت زمینه برای پروتکل اتصال نقطه به نقطه بین دو نقطه در شبکه‌های رایانه‌ای است که در سیستم‌عامل‌های شبه‌یونیکس از آن استفاده می‌شود. این ابزار بوسیلهٔ آرگومانهایی که از خط فرمان می‌گیرد یا فایل پیکره‌بندی تنظیم می‌شود.
ابتدا از این سرویس فقط برای ارتباطات Dial up استفاده می‌شد، ولی در حال حاضر برای مدیریت ارتباطات باند پهن مانند DSL و  PPPoE  و  PPPoA  نیز استفاده می‌شود.
نقش pppd مدیریت و برپا کردن و خاتمه دادن به نشست‌های PPP است.

## واسط‌ها و فایل‌های پیکره‌بندی
- kppp - یک واسط گرافیکی برای pppd
- gnome-ppp - یک واسط گرافیکی برای pppd
- pppconfig - فایل پیکره‌بندی است که تنظیمات مربوط به اتصال را در خود دارد و بوسیلهٔ برنامهٔ pon که برای راه‌اندازی نشست ppp استفاده می‌شود استفاده می‌شود.
- Wvdial - یک واسط خط فرمانی برای راه‌اندازی مودم است.